# Kisby
Kisby (tysk: Kiesby) er en landsby beliggende omtrent 3 km sydøst for Sønder Brarup i det sydlige Angel i Sydslesvig. Administrativt hører landsbyen under Borne i Slesvig-Flensborg kreds i den nordtyske delstat Slesvig-Holsten. I kirkelig henseende hører landsbyen til Borne Sogn. Sognet lå i Slis Herred (Gottorp Amt, Sønderjylland), da området tilhørte Danmark.
Byen Kisby er første gang nævnt 1386. Stednavnet henføres til personnavnet Kisi. Den 1. marts 2013 blev Kisby kommune med Bækhus (Bekhaus), Bremsvad (Bremswatt), Kalvtoft (Kaltoft) og Kisbymark (Kiesbyfeld) indlemmet i nabokommunen Borne. Den forhenværende kommune rådede i 1987 over 210 indbyggere og et areal på 367 ha, deraf 8 ha skov.
I årene 1877 til 1942 fandtes der hollændermølle i landsbyen. Ved vejen til Gyderød er et dansk jagtsten fra 1800 med indskrift C 7. Landsbyen er landbrugspræget med flere landbrugsbedrifter. I Kalvtoft (Kaltoft) findes et kendt frugtmosteri (Steinmeier Süssmosterei).